# Pontikonísi (ö i Grekland, Attika)
Pontikonísi är en ö i Grekland.   Den ligger i prefekturen Nomós Attikís och regionen Attika, i den sydöstra delen av landet, 80 km söder om huvudstaden Aten.